# Térparaméterek
A társadalmi és gazdasági jellegű vizsgálatok egyre szélesebb körben felhasznált elemzési alapját jelentik a térparaméteres adatok. A térbeliség szerepének felértékelődésével a társadalmi-gazdasági kutatásokban a korábbi területi szempontú elemzéseket olyan munkák váltották fel, amelyekben a tér (terület) már nem a vizsgált jelenségek földrajzi kerete, nem csupán megfigyelési egység, hanem a térbeliség válik a különböző társadalmi-gazdasági folyamatok magyarázójává. Az ok-okozati viszonyok kialakításában tehát egyre nagyobb szerepet tulajdonítanak a térparaméteres jellemzőknek, mint a fekvés, a távolság, a szomszédság stb.
A térparaméteres vizsgálatok különösen a regionális tudomány egyre kitüntetettebb és gyakrabban alkalmazott módszertani eszközét jelentik. A regionális tudományban ugyanis - a többi társadalmi tértudománytól eltérően - a tér nem csupán területi egységekre vonatkozó információk elemzését jelenti, hanem a tér a vizsgálat tárgya, s benne kitüntetett szerep jut az egyes térkategóriáknak.

## Térparaméterek fajtái
Fábián térelemző jellegű tanulmányok feldolgozása során a térparaméterek leggyakrabban használt hat típusát különítette el:
- távolság
- szomszédság
- fekvés
- földrajzi szélesség és hosszúság
- centrum*periféria dummy
- landlocked

Továbbá a térparaméterek fajtái két csoportra oszthatók az alapján, hogy abszolút vagy relatív, azaz valamely más földrajzi objektumhoz viszonyított térbeli helyzetet határoznak meg. Abszolút térparaméteres adatoknak tekinthetők egy adott hely földrajzi koordinátái, a tengerszint feletti magassága (fekvése) stb. Ezzel szemben főként relatív térparaméterekkel határozható meg a távolság, a szomszédság, határ menti fekvés stb.

## Térparaméteres elemzési módszerek
A térparamétereket felhasználó leggyakoribb térelemzési módszerek Fábián szerint (gyakoriság alapján csökkenő sorrendben):
- regresszió, illetve annak egyik fajtája, az autoregresszió
- ökonometriai modell
- korreláció és speciális változata, a területi autokorreláció
- különféle területi egyenlőtlenségi mutatók
- gravitációs modell
- klaszteranalízis
- GIS
- faktoranalízis

A regresszió és annak területi vizsgálatokra továbbfejlesztett típusainak a térparaméteres vizsgálatokon belüli gyakoribb felhasználását könnyű számíthatóságának és értelmezhetőségének köszönheti. A területi egyenlőtlenségi mutatók közül a Gini-index a legnépszerűbb térparamétereket felhasználó módszer. A klaszter-, illetve a faktoranalízis metodikai jellegükből fakadóan azonban már kevésbé használnak térparamétereket.